# Strada statale 1 var/A Variante di La Spezia
La strada statale 1 var/A Variante di La Spezia (SS 1 var/A) è una strada statale italiana che si sviluppa nell'entroterra della città spezzina.
L'arteria è parte integrante del progetto di realizzazione di una variante alla SS 1 che eviti l'attraversamento del centro abitato della Spezia.

## Percorso
La strada attualmente in esercizio è rappresentata dai primi due lotti debitamente approvati e costruiti, il primo dei quali da San Benedetto a Seresa è stato inaugurato il 15 gennaio 2007, mentre il secondo, da Seresa a Felettino, è stato aperto il 13 giugno 2011.

### Tabella percorso
| Variante di La Spezia |                                                |      |           |
| Tipo                  | Indicazione                                    | ↓km↓ | Provincia |
|                       | Via Aurelia                                    | 0,0  | SP        |
|                       | La Spezia Foce                                 | 3,0  | SP        |
|                       | La Spezia Centro                               | 3,9  | SP        |
|                       | La Spezia Felettino (fine tratta in esercizio) | 6,2  | SP        |
|                       | ex di Buonviaggio in costruzione               |      | SP        |
|                       | La Spezia San Venerio in costruzione           |      | SP        |
|                       | Sissa Trecasali-La Spezia in costruzione       |      | SP        |